# The Tusk
The Tusk är en bergstopp i Antarktis. Den ligger i Västantarktis. Nya Zeeland gör anspråk på området. Toppen på The Tusk är 460 meter över havet.
Terrängen runt The Tusk är varierad. Trakten är obefolkad. Det finns inga samhällen i närheten.